# Light Switch (canción)
«Light Switch» es una canción grabada por el cantante estadounidense Charlie Puth. Fue lanzada el 20 de enero de 2022 como el sencillo principal de su tercer álbum de estudio Charlie (2022). Puth produjo la canción en solitario y la escribió junto a Jacob Kasher y Jake Torrey. Es una canción Funky y uptempo

## Antecedentes
El 16 de septiembre de 2021, Puth subió un video a TikTok en el cual se le ve creando la canción con el interruptor de luz.  En las primeras 24 horas el video en la plataforma consiguió 15 millones de visitas y debido al apoyo masivo que obtuvo la canción en TikTok, Charlie decidió terminarla.

## Posicionamiento en listas

### Semanales
| País (Lista)                              | Mejor posición |
| ----------------------------------------- | -------------- |
| Alemania (Media Control AG)               | 62             |
| Australia (ARIA Singles Chart)            | 20             |
| Austria (Ö3 Austria Top 40)               | 49             |
| Bélgica (Flandes) (Ultratop 50)           | 16             |
| Bélgica (Valonia) (Ultratop 50)           | 2              |
| Canadá (Canadian Hot 100)                 | 17             |
| Colombia (National Report)                | 53             |
| Corea del Sur (Gaon International Chart)  | 103            |
| Croacia (ARC Top 40)                      | 6              |
| Dinamarca (Tracklisten)                   | 20             |
| Escocia (Scotland Singles Chart)          | 12             |
| Eslovaquia (Rádio Top 100)                | 12             |
| Eslovaquia (Singles Digitál Top 100)      | 8              |
| Eslovenia (Slo Top 50)                    | 16             |
| Estados Unidos (Billboard Hot 100)        | 27             |
| Estados Unidos (Adult Contemporary)       | 15             |
| Estados Unidos (Adult Pop Songs)          | 9              |
| Estados Unidos (Digital Songs)            | 2              |
| Estados Unidos (Pop Songs)                | 11             |
| Europa (Euro Digital Songs)               | 5              |
| Filipinas (Philippine Hot 100)            | 9              |
| Francia (SNEP Singles)                    | 3              |
| Grecia (Greece Digital Songs)             | 5              |
| Hungría (Single Top 40)                   | 5              |
| Hungría (Rádiós Top 40)                   | 7              |
| Irlanda (Irish Singles Chart)             | 11             |
| Israel (Media Forest)                     | 1              |
| Italia (FIMI Singles)                     | 10             |
| Letonia (Latvijas Top 40 Radio)           | 1              |
| Líbano (Lebanese Top 20)                  | 3              |
| Luxemburgo (Luxembourg Digital Songs)     | 8              |
| Malasia (RIM Top 20 Singles)              | 2              |
| México (México Airplay)                   | 2              |
| México (México Inglés Airplay)            | 1              |
| Noruega (Topp 40 Singles)                 | 13             |
| Nueva Zelanda (RMNZ)                      | 6              |
| Países Bajos (Dutch Top 40)               | 11             |
| Países Bajos (Mega Single Top 100)        | 20             |
| Polonia (Polish Airplay Top 100)          | 3              |
| Portugal (AFP)                            | 3              |
| Reino Unido (UK Singles Chart)            | 9              |
| República Checa (Rádio Top 100)           | 17             |
| República Checa (Singles Digitál Top 100) | 13             |
| Rumania (Media Forest)                    | 4              |
| Rusia (Airplay Tophit 100)                | 1              |
| Suecia (Sverigetopplistan)                | 20             |
| Suiza (Schweizer Hitparade)               | 40             |

## Certificaciones
| País   | Organismo certificador | Certificación | Ventas certificadas | Ref.   |
| ------ | ---------------------- | ------------- | ------------------- | ------ |
| Canadá | Music Canada           | Platino       | 80 000              | [ 48 ] |